# Werner Zangerle
Werner Zangerle (* 29. Mai 1979 in Salzburg) ist ein österreichischer Saxophonist und Komponist.

## Leben und Wirken
Zangerle erhielt ab 1988 Klavierunterricht; ab 1993 folgte dann Saxophonunterricht, unter anderem bei Robert Friedl. Er studierte ab 1999 unter anderem bei Allan Praskin, Florian Bramböck, Harry Sokal, Doug Hammond und Christoph Cech an der Linzer Anton Bruckner Privatuniversität. Sein Studium schloss er 2007 mit einer Magisterarbeit über die Tristano-Schule mit Auszeichnung ab. Von Linz ging Zangerle nach Wien, wo er unter anderem im Jazzclub Porgy & Bess auftrat.
Zangerle war an einem Song auf dem 2003 erschienenen Sampler „Best of Unreleased“ beteiligt. Es folgten Mitwirkungen an Alben der österreichischen Indie-Rock-Band Valina. Bei dem 2005 veröffentlichten Album „Epode“ wirkte er als Saxophonist mit, bei dem 2008 erschienenen Album „A Tempo! A Tempo!“ wirkte er als Arrangeur mit. Mit der Band trat er unter anderem in Riga und auf einer Italientournee auf.
Zangerle ist Musiker bei der Band „Memplex“, dem Free-Jazz-Quartett „Braaz“, dem „Trio Zavocc“ (mit Christoph Cech und Raimund Vogtenhuber) und leitet „Werner Zangerle 4“/„Werner Zangerle Quartett“  (mit Matthias Löscher und Matthias Pichler, früher waren Peter Kronreif und Bernd Satzinger dabei).
Im Jahr 2012 gründete er das österreichische Jazz-Label Listen Closely. Zangerle lebt in Wien.

## Diskographische Hinweise
unter eigenem Namen
- 2007: Nucleus, PAO/Sound Design
- 2012: Panto, Listen Closely

als Co-Leader
Braaz
- 2009: so!, Zach Records (CD)
- 2009: da!, Zach Records (LP)

Trio Zavocc
- 2010: On Tour, Zach Records

Memplex
- 2012: Souvenir, Listen Closely Records
- 2017: Lawn of Love, Listen Closely Records

Extempore
- 2024: Dream of Frequencies, Klanggalerie (mit Mark Holub, Vinicius Cajado, Villy Paraskevopoulos)